# Nationaal Songfestival 1956
Het Nationaal Songfestival 1956 was de eerste Nederlandse voorronde voor het Eurovisiesongfestival van dat jaar. Het werd gehouden op 24 april in de AVRO-studio in Hilversum. Het werd gepresenteerd door Karin Kraaykamp.
Het deelnemersveld zag er als volgt uit (genoemd worden achtereenvolgens de titel van het lied en de uitvoerenden van het lied in de eerste resp. tweede ronde):
- Ik zei: ja - Corry Brokken tekst: Will Hartingsveldt muziek: Jurriaan Andriessen
- De vogels van Holland - Jetty Paerl tekst: Annie M.G. Schmidt muziek: Cor Lemaire
- Gina mia - Bert Visser tekst en muziek: Bert de Vries
- De telefoon - Jetty Paerl tekst: Annie M.G. Schmidt muziek: Cor Lemaire
- Voorgoed Voorbij - Corry Brokken tekst en muziek: Jelle de Vries
- Meisje - Bert Visser tekst: Will Hartingsveldt muziek: Jurriaan Andriessen
- 't Is lente - Corry Brokken tekst: Alexander Pola muziek: Else van Epen-de Groot
- Mei in Parijs - Jetty Paerl tekst: Alexander Pola muziek: Else van Epen-de Groot

## Uitslag
| Plaats | Titel                 | Punten |
| ------ | --------------------- | ------ |
| 1      | Voorgoed voorbij      | 1854   |
| 2      | De vogels van Holland | 1530   |
| 3      | 't Is lente           | 1210   |
| 4      | Mei in Parijs         | 1034   |
| 5      | Ik zei: ja            | 478    |
| 6      | De telefoon           | 438    |
| 7      | Gina mia              | 116    |
| 8      | Meisje                | 34     |

1956 · 1957 · 1958 · 1959 · 1960 · 1961 · 1962 · 1963 · 1964 · 1965 · 1966 · 1967 · 1968 · 1969 · 1970 · 1971 · 1972 · 1973 · 1974 · 1975 · 1976 · 1977 · 1978 · 1979 · 1980 · 1981 · 1982 · 1983 · 1984 · 1986 · 1987 · 1988 · 1989 · 1990 · 1992 · 1993 · 1994 · 1996 · 1997 · 1998 · 1999 · 2000 · 2001 · 2003 · 2004 · 2005 · 2006 · 2007 · 2008 · 2009 · 2010 · 2011 · 2012
België · Frankrijk · Italië · Luxemburg · Nederland · West-Duitsland · Zwitserland